# Transito di Santa Caterina da Siena
Transito di Santa Caterina da Siena é uma capela devocional criada na sala onde Catarina de Siena morreu em 1380 no Palazzo Santa Chiara, localizada em frente à igreja de Santa Chiara na Piazza Santa Chiara, no rione Pigna de Roma.

## História

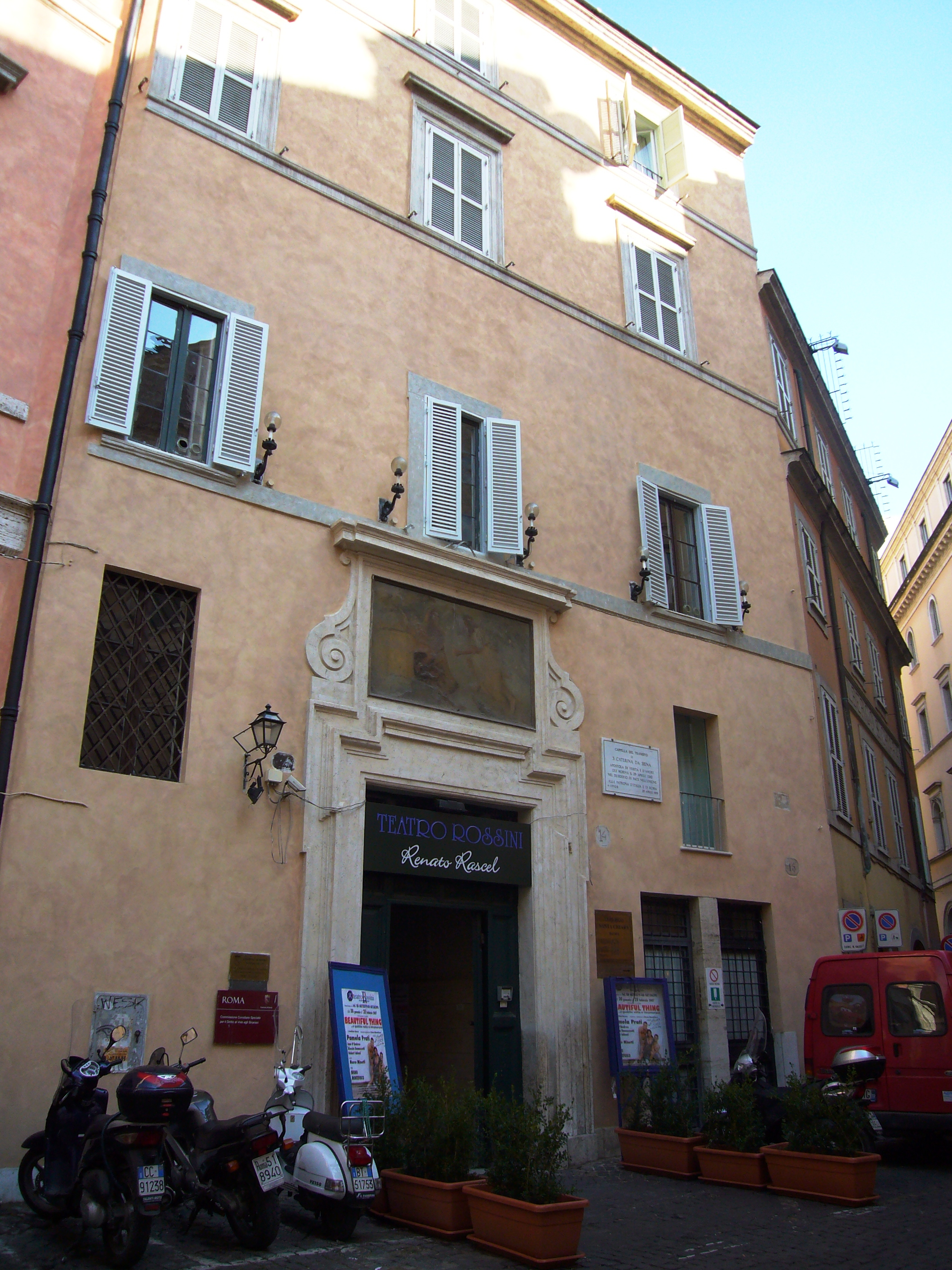
Vista do Palazzo Santa Chiara, onde está a capela do Transito di Santa Caterina da Siena.

Santa Catarina morreu num quarto do Palazzo Santa Chiara em 1380 e seu corpo foi levado para Santa Maria sopra Minerva onde seu corpo está ainda hoje preservado. Seus discípulos formaram um convento de terceiros dominicanos e permaneceram na residência. A extensão deste convento é desconhecida, mas provavelmente era grande, pois ali viviam Santa Catarina, cerca de vinte discípulos e ali também funcionava um albergue para peregrinos de Siena. Certamente ele tinha sua própria capela em algum lugar, dedicada à Santa Catarina de Alexandria. Ali o convento permaneceu por cerca de 200 anos, o que foi possível porque as irmãs não eram enclausuradas até 1566, o que permitia que elas saíssem à vontade. Naquele ano, porém, o papa Pio V impôs a elas a clausura, o que tornou a vida no local pouco sanitária; por conta disto elas se mudaram para um novo convento em Santa Caterina a Magnanapoli em 1574.
É certo que as irmãs transformaram o recinto onde Santa Catarina morreu em um oratório e cobriram as paredes com afrescos com cenas de sua vida. Estes elas levaram consigo e os reaplicaram nas paredes de um oratório perto de sua nova igreja. Este não sobreviveu, mas fragmentos dos afrescos ainda existem. É provável que as irmãs tenham levado consigo também todos os móveis que haviam no local.
A propriedade foi vendida em 1573 e terminou incorporada logo depois ao Collegio dei Neofiti, sob o comando do qual a propriedade permaneceu em 1637, quando o edifício, já vazio, foi comprado pela Arciconfraternita della Santissima Annunziata. O velho edifício tinha problemas estruturais e a arquiconfraternidade o reconstruiu de maneira bem apressada. No começo da obra, o cardeal Antonio Barberini determinou que parte da estrutura do oratório, incluindo paredes e o piso da sala, para a igreja de Santa Maria sopra Minerva, onde ele a utilizou para construir um pequeno oratório, no canto noroeste da igreja atrás da sacristia.
Uma nova capela foi construída no espaço onde ficava o velho oratório em 1638 e Giuseppe Cesari, Il Cavaliere d'Arpino, foi contratado para pintá-lo. Depois de muitas alterações no edifício, incluindo a criação de um teatro (Teatro Rossini) e um albergue (Albergue Santa Chiara), um padre dominicano chamado Jerome Caggiano obteve permissão para celebrar a missa na capela na última quarta-feira de cada mês, o que continuou até 1989, quando um desastre numa obra num hotel vizinho fez com que a capela fosse inundada. Este dano e o desabamento do teto em 1990 tornaram necessária uma reforma que perdurou até 2000. Em 1999, foi instalada uma placa à direita da entrada do teatro com uma inscrição relatando a existência da capela, uma iniciativa do Centro Internazionale di Studi Cateriniani, cuja sede se mudou para o segundo andar do que costumava ser o hotel até 2003. O teatro fechou em 2008 e o edifício foi radicalmente transformado num centro de conferências chamado Palazzo Santa Chiara, que atualmente preserva a capela em conjunto com o centro de estudos.

## Descrição
A capela não tem nenhuma identidade arquitetural externa. A entrada principal para o complexo conta com um já muito apagado afresco emoldurado num painel retangular sobre a porta e flanqueado por volutas representando a "Anunciação", aparentemente do século XVII.
Antes da fundação do teatro no local, o hall de entrada era um pátio aberto e o atual lobby arcado era uma lógia, como se pode ver no Mapa de Nolli (1748). A capela em si era apenas uma sala retangular. A antiga entrada para esta lógia era ligeiramente trapezoidal e tinha uma rcada de três arcos assentados sobre grossas colunas dóricas com cantos chanfrados. O teto era uma abóbada de berço com três lunetas curvas de cada lado. Nele há um painel central com um relevo em estuque da "Apoteose de Santa Catarina" numa moldura sustentada por putti também em estuque. O resto da abóbada foi pintado de branco.
A capela tinha vários elementos barrocos de mármore multicolorido e decorações em estuque. As pinturas são da escola de Cavalier d'Arpino, o supervisor maior. As paredes laterais tinham um par de grandes nichos arqueados contendo o que parecem ser altares laterais. Nestes estão duas caixas de pedra rosa com veios brancos idênticas na forma de sarcófagos com topos curvos, flanqueados por um par de putti de estuque. O da direita tem uma cabeça de putto com asas de bronze no altar frontal e um relevo esculpido da "Virgem com o Menino" sobre a caixa, também acompanhada por putti. A parte frontal do altar da esquerda tem uma inscrição e, sobre ela, um pequeno ícone em alto relevo de metal dourado da "Virgem e o Menino".
Flanqueando estes nichos estão quatro pinturas de topo curvo mostrando as "Visões de Santa Catarina", com exceção da que está no alto à esquerda, na qual a santa apresenta um crucifixo a um homem pobre. O teto é do século XIV e foi recentemente restaurado: simples e não decorado, é marcado por vigas horizontais e placas de madeira transversais. Nele está a inscrição "Solarium cubiculi S[anctae] Catherinae virg[inis] Sen[ensis]". 
O altar-mor está inserido num outro nicho arcado. A peça de altar mostra a santa recebendo seus estigmas. A parte da frente do altar tem uma abertura com uma grade contendo um relicário.